# 鼬鬣狗
鼬鬣狗（Ictitherium）是一屬已滅絕的鬣狗。

## 简介
鼬鬣狗長1.2米，外表像麝貓多於鬣狗，身體很長而四肢短。從其牙齒可知牠們是吃昆蟲的。鼬鬣狗是非常成功及大量繁殖的生物，但卻因洪水而大量死亡。鼬鬣狗有可能是成群狩獵的，並像其後裔般有社會架構。